# D'Urville-ön
D'Urville-ön är en ö i Graham Land, det vill säga längst ut på den Antarktiska halvön. Ön kartlades 1902 av den första svenska Antarktisexpeditionen under ledning av Otto Nordenskjöld, som namngav den efter den franska upptäcktsresanden Jules Dumont d'Urville.